# Галски петао
Галски петао је југословенска мини–серија снимљена 1966. године у продукцији Телевизије Београд.

## Епизоде
| Назив            | Датум          |
| ---------------- | -------------- |
| Девојка за удају | 16. јула 1966. |
| Омашка           | 16. јула 1966. |

## Улоге
| Глумац              | Улога        |
| ------------------- | ------------ |
| Слободан Алигрудић  | (1 еп. 1966) |
| Мирјана Коџић       | (1 еп. 1966) |
| Ирена Колесар       | (1 еп. 1966) |
| Славко Симић        | (1 еп. 1966) |
| Миливоје Мића Томић | (1 еп. 1966) |

Комплетна ТВ екипа ▼
| Редитељ    | Александар Ђорђевић | (2 еп. 1966) |
| Сценариста | Ежен Јонеско        | (2 еп. 1966) |
| Сценариста | Мирослав Караулац   | (2 еп. 1966) |